# L'Étrange Monsieur Steve
Pour plus de détails, voir Fiche technique et Distribution.
L'Étrange Monsieur Steve est un film français de Raymond Bailly sorti en 1957.

## Synopsis
Georges Villard, petit employé de banque fiancé à Mireille, ne supporte plus son travail ingrat. S'étant laissé séduire par ses largesses, il est contraint de devenir le complice de Monsieur Steve, un dangereux manipulateur, pour mettre au point le casse de sa banque...

## Fiche technique
- Titre : L'Étrange Monsieur Steve (France) / Le Piège de l'amour (Belgique francophone)[1]
- Réalisation : Raymond Bailly
- Scénario : Frédéric Dard et Raymond Bailly d'après le roman La Revanche des médiocres de Frédéric Dard / Marcel-Georges Prêtre (pour lequel Frédéric Dard a fait le « nègre » jusqu'en 1961 environ) paru en 1956.
- Adaptation : Frédéric Dard et Raymond Bailly
- Dialogues : Frédéric Dard
- Musique : Philippe-Gérard
- Photographie : Jacques Lemare
- Cadreur : Georges Pastier
- Son : Robert Teisseire
- Décors : Daniel Guéret
- Maquillage : Boris de Fast
- Assistant-réalisateur : Robert Mazoyer
- Montage : Louis Devaivre
- Pays de production :  France
- Société de production : Pécéfilms (Paris)
- Producteur : Pierre Chicherio
- Directeur de production : Paule Pastier
- Distribution : Jeannic Films
- Format : noir et blanc - mono - 35 mm
- Genre : film policier
- Durée : 90 min
- Date de sortie : France : 26 juin 1957
- Affiche : Boris Grinsson (France)

## Distribution
- Philippe Lemaire : Georges Villard
- Jeanne Moreau : Florence
- Armand Mestral : M. Steve
- Lino Ventura : Denis
- Anouk Ferjac : Mireille
- Jacques Varennes : Arthur, le valet de chambre
- Paulette Simonin : Thérèse, la femme de chambre
- Robert Rollis : André, le collègue de Georges
- Raphaël Patorni : un inspecteur
- Allain Dhurtal : le directeur
- Paul Faivre : un client
- Nicolas Amato : Méchin
- Jacques Richard : un journaliste
- Jacqueline Doyen
- André Saint-Luc
- Paul Uny
- Pierre Duncan
- Roger Vincent
- Georges Demas